# Osiedle Przylesie (Czerwonak)
Osiedle Przylesie – osiedle mieszkaniowe znajdujące się w Czerwonaku, w północnej części miejscowości.

## Opis
Osiedle zostało zbudowane w latach 1985 – 1987 i składa się z kilkupiętrowych bloków mieszkalnych oraz niewielkiego zaplecza handlowego. Położone jest na wzgórzach doliny Warty, będąc jedną z dominant widokowych Czerwonaka, widzianego z zachodniej strony Warty. Budynki posadowiono wzdłuż ulic Gdyńskiej, Słonecznej i Okrężnej, w pobliżu zwartych kompleksów leśnych Puszczy Zielonki na wschodzie.
Do 2017 osiedle nosiło nazwę 40-lecia PRL.
Dojazd zapewniają autobusy podmiejskie z Poznania (Rondo Śródka) i PKS – do przystanku Os. Przylesie (kierunek: Murowana Goślina, Wągrowiec, Skoki). Uruchomiono także przystanek kolejowy Czerwonak Osiedle, na linii Poznań Wschód – Wągrowiec, przebiegającej prawie przy samym osiedlu, obsługiwany obecnie przez Koleje Wielkopolskie.